# 宮川やすえ
宮川 やすえ（みやかわ やすえ、1926年（大正15年）9月7日 - 2013年（平成25年）1月8日）は、ロシア児童文学翻訳家、拓殖大学名誉教授。
岡山県津山市生まれ。本名・保栄。拓殖大学卒業後、外務省ロシア語研究会で学ぶ。拓殖大学教授、2000年（平成12年）定年、名誉教授。日ロ交流協会常任理事。児童文化功労者。日本児童文芸家協会顧問。
2013年（平成25年）1月8日、心不全のために死去86歳没。

## 著書
- 『ロシア民話選 ロシア民話とアファナーシェフの世界』（明石書店） 1996.5
- 『戦争を生きた人びと』（明石書店） 2006.5

## 翻訳
- 『トルストイどうわえほん』（トルストイ、実業之日本社） 1966
- 『ジームカとまほうのくつ』（M・セルゲーエフ、あかね書房） 1967
- 『きつねが10ぴき』（アレクセイ・トルストイ、実業之日本社） 1968
- 『にせびっこのうさぎどん』（セルゲイ・ミハルコフ、偕成社） 1969
- 『せむしのこうま』（イエルショーフ、旺文社） 1970
- 『でしゃばりっ子』（ショーロホフ、旺文社） 1970
- 『魔法使いがやってきた』（トーミン、文研出版） 1970
- 『もえる石』（アルカージー・ガイダール、新日本出版社） 1970
- 『おかしのくに』（T・A・マブリナ、福音館書店） 1971
- 『ぼくのだいすきなパパ』（ガリヤフキン、岩崎書店） 1971
のちフォア文庫
- 『もえる貨物列車』（カッシイリー、旺文社） 1971
- 『あのこだいすき』（ドラグンスキー、偕成社） 1972
- 『イリン名作選』（イリン、実業之日本社） 1972
- 『くまのりょうし チャルーシンの動物物語』（チャルーシン、文研出版） 1972
- 『ひびけチェロの歌 音楽ひとすじの父とわたしの少女時代』（モギレフスカヤ、偕成社、少年少女世界のノンフィクション） 1972
- 『りんごころりん　ロシア民話』（岩崎書店） 1973
- 『わんぱくどんぐりぼうず』（スタラスチェ、文研出版） 1973
- 『おおわるもののバルマレイ』（コルネイ・チュコフスキー、らくだ出版デザイン） 1974.12
- 『ソビエト昔話選』（三省堂） 1974
- 『初恋物語』（ヤーコブレフ、旺文社） 1974
- 『ガラスにはいった太陽』（キルピチニコワ、旺文社） 1975
- 『はいいろのおおかみ』（アレクセイ・トルストイ再話、らくだ出版デザイン） 1975.2
- 『マリアじょおう』（アレクサンドラ・アファナーシェフ録話、らくだ出版デザイン） 1975.2
- 『ごちそうのでるテーブルかけ』（文研出版） 1976.12
- 『ひねくれっ子天使』（ヤーコブレフ、旺文社） 1976.7
- 『古いやねうらべやで』（ソフィァ・プロコフィエバ、あかね書房） 1976.3
- 『ワーシャとまほうのもくば』（C・プロコフィエバ、金の星社） 1976.12
- 『ソビエトの昔ばなし』（訳編、旺文社文庫） 1977.8
- 『ちきゅうはまんまる』（ゲンナージ・ツイフェロフ、旺文社） 1977.3
- 『冬のかしの木』（ユーリイ・ナギービン、国土社、国土社版 世界の名作26） 1977.4
- 『四人のこびと』（パウストフスキー、岩崎書店） 1977.4
- 『おおきなかぶら』（トルストイ、小学館） 1978.1
- 『およめにいった三人のむすめ』（ブラートフ再話、岩崎書店） 1978.11
- 『美人ごっこ』（ヤーコブレフ、旺文社文庫） 1978.6
- 『ふたごの小鳥ミムルグ ほか』（家の光協会、世界の民話 ソビエト編） 1978.3
- 『きんのさかな』（アレクサンドル・プーシキン、ほるぷ出版） 1979.3
- 『灯火の歴史・時計の歴史』（イリン、旺文社文庫） 1979.10
- 『がちょうになったむすめ アムールの民話』（D・ナギーシキン再話、岩崎書店） 1980.8
- 『自然のABC』（イリン、旺文社文庫） 1980.9
- 『じゅうにのつき』（チャイルド本社、せかいのむかしばなし） 1980.1
- 『野の白鳥アニスカ』（ボロンコーワ、偕成社） 1980.8
- 『おおくまぼし』（トルストイ、チャイルド本社） 1981.9
- 『おおおとこのこどものはなし』（ツウィフェロフ、国土社） 1982.3
- 『世界でいちばんつよい赤んぼう』（O・イオセリアーニ、文研出版） 1982.9
- 『たよりないもうじゅうつかい』（ツウィフェロフ、国土社） 1982.7
- 『ダンスのできないおひめさま』（ツウィフェロフ、国土社） 1982.11
- 『ちいさなお城』（A・トルストイ再話、岩崎書店） 1982.2
- 『ゆきむすめ』（ひさかたチャイルド、ひさかた絵本館10） 1982.1
- 『わがままこやぎ』（ミハルコフ、ひさかたチャイルド） 1982.9
- 『おこづかい大作戦』（イリーナ・ピボワロワ、金の星社） 1983.3
- 『おもちゃのまち』（ツウィフェロフ、国土社） 1983.11
- 『ちびっこかえる』（ツウィフェロフ、国土社） 1983.5
- ジャックと動物の楽隊 : アイルランド・スコットランドの昔ばなし (世界の昔ばなし)
- 『シューラおじさんの結婚』（ジェレズニコフ、岩崎書店） 1986.6
- 『ひよこ』（チュコフスキー、ひさかたチャイルド） 1986.12
- 『ちいさなふね』（ステーエフ、ひさかたチャイルド） 1987.6
- 『おばけのババヤガー ロシア民話』（カロリコフ再話、岩崎書店） 1988.2
- 『ひとりぼっちのおるすばん』（アレクシン、国土社） 1988.3
- 『まほうつかいは時間ドロボー』（シュワルツ、旺文社） 1990.3
- 『うみの女王とまほうのスカーフ エストニアの民話』（M・ザドウナァイスカ再話、岩崎書店） 1991.4
- 『こうさぎの白いコート』（スクレビッキー、金の星社） 1991.9
- 『森は生きている』（マルシャーク 、チャイルド本社） 1992.1
- 『ビーチカのこだま』（ユーリィ・ナギービン、文研出版） 1993.4
- 『かくれんぼ』（チャイルド本社） 1995.1
- 『ジェーナとふしぎなひげじいさん』（カターエフ、旺文社） 1996.4
- 『はたらきもののリスのトーニャ』（スクレビッキー、金の星社） 1997.12
- 『きでつくったわし ロシア民話』（学習研究社） 1999
- 『おんどりとえんどうまめ ロシアの昔話より』（ひさかたチャイルド） 2006.9
- 『きつねとおおかみ ロシア民話より』（N・A・ウスチノフ、学習研究社） 2007.1
- 『マーシャとババヤガーのおおきなとり ロシアの昔話より』（ひさかたチャイルド） 2007.11
- 『とりかえっこ ロシア民話より』（学習研究社） 2008
- 『メルゲンとともだち ロシア民話より』（学習研究社） 2008
- 『おんどりとえんどうまめ ロシアの昔話より』（チャイルド本社） 2010.7

## 論文
- CiNii収録論文 - 国立情報学研究所

## 参考
- 『文藝年鑑 2007』